# Antero Lehto
Antero Lehto (Tampere, 2 aprile 1984) è un ex cestista finlandese.

## Carriera
Con la Finlandia ha disputato i Campionati mondiali del 2014.

## Palmarès

### Squadra
- Campionato finlandese: 3

Tampereen Pyrintö: 2009-10, 2010-11, 2013-14
- Coppa di Finlandia: 1

Tampereen Pyrintö: 2013

### Individuali
- Korisliiga MVP: 1

Tampereen Pyrintö: 2013-14
- Korisliiga giocatore più migliorato: 1

2003-04
- Korisliiga miglior difensore: 1

2011-12